# Stoszowice (gemeente)
De gemeente Stoszowice is een landgemeente in het Poolse woiwodschap Neder-Silezië, in powiat Ząbkowicki.
De zetel van de gemeente is in Stoszowice.
Op 30 juni 2004 telde de gemeente 5613 inwoners.

## Oppervlakte gegevens
In 2002 bedroeg de totale oppervlakte van gemeente Stoszowice 109,82 km², waarvan:
- agrarisch gebied: 62%
- bossen: 32%

De gemeente beslaat 13,7% van de totale oppervlakte van de powiat.

## Demografie
Stand op 30 juni 2004:
| Omschrijving                   | Totaal | Totaal | Vrouwen | Vrouwen | Mannen | Mannen |
| ------------------------------ | ------ | ------ | ------- | ------- | ------ | ------ |
| eenheid                        | aantal | %      | aantal  | %       | aantal | %      |
| inwoners                       | 5613   | 100    | 2829    | 50,4    | 2784   | 49,6   |
| bevolkingsdichtheid (inw./km²) | 51,1   | 51,1   | 25,8    | 25,8    | 25,4   | 25,4   |

In 2002 bedroeg het gemiddelde inkomen per inwoner 1287,38 zł.

## Administratieve plaatsen (sołectwo)
Budzów, Grodziszcze, Jemna, Lutomierz, Mikołajów, Przedborowa, Różana, Rudnica, Srebrna Góra, Stoszowice, Żdanów.

## Overige plaatsen
Budzów-Kolonia, Grodziszcze-Kolonia, Lutomierz-Kolonia, Stoszowice-Kolonia.

## Aangrenzende gemeenten
Bardo, Dzierżoniów, Kłodzko, Nowa Ruda, Piława Górna, Ząbkowice Śląskie